# ピエトロ・コムッツォ
ピエトロ・コムッツォ（Pietro Comuzzo, 2005年2月20日 - ）は、イタリアのフリウリ＝ヴェネツィア・ジュリア州サン・ダニエーレ・デル・フリウーリ出身のプロサッカー選手。セリエAのACFフィオレンティーナ所属。ポジションはディフェンダー。

## 経歴
6歳の頃に地元のトリセシモでサッカーを始める。ウディネーゼ・カルチョ、ポルデノーネ・カルチョのユースアカデミーを経て、2018年からACFフィオレンティーナのユースアカデミーに加入した。
2023年にU-19チームに昇格するまで、U-18チームでキャプテンを務めていた。同年3月に最初のプロ契約を結んだ。また、U-19チームではスーペルコッパ・プリマヴェーラで優勝、コッパ・イタリアで準優勝した。
2023-24シーズン、2023年10月8日のSSCナポリ戦に途中出場してトップチームデビューを果たした。
2024-25シーズン、2024年8月17日のパルマ・カルチョ1913戦で初先発出場した。

## 家族
双子の兄弟のフランセスコもサッカー選手で、2020年までチームメイトだった。

## 代表歴
2022年から世代別のイタリア代表に選出されている。
2024年11月8日、UEFAネーションズリーグにてイタリア代表に初選出された。チームはベルギー、フランスと試合を行ったが、自身の出場はなかった。